# Mentewab
Mentewab (en ge'ez ምንትዋብ min-tiwwāb, término amhárico que significa "tan hermoso"; c. 1706-27 de junio de 1773), también conocida por su nombre bautismal, Welete Giyorgis ("Hija de San Jorge") y por su título honorífico de Berhan Mogasa, fue una emperatriz de Etiopía consorte del emperador Bakaffa, madre de su sucesor Iyasu II, junto al que gobernó como coemperadora, y abuela del siguiente emperador, Iyoas I, bajo el cual siguió siendo una importante figura política.

## Vida
Mentewab nació en la provincia de Qwara. Era hija de Dejazmach Manbare de Dembiya y de su mujer, Woizero Yenkoy. Descendía de emperadores etíopes pero se rumoreaba que tenía una abuela portuguesa y que albergaba por ello simpatías católicas secretas. Mentewab se casó con el emperador Bakaffa en Qwara el 6 de septiembre de 1722, siendo su segunda mujer (su primera mujer había muerto misteriosamente en su banquete de coronación).
Tras la muerte de su marido, Mentewab comenzó una relación con el sobrino de su difunto marido. Su amante era más joven y fue apodado Melmal Iyasu (Iyasu el Mantenido) en la corte. Mentewab tuvo con él tres hijas adicionales, entre las que destacó Woizero Aster Iyasu, mujer del caudillo tigray Ras Mikael Sehul.

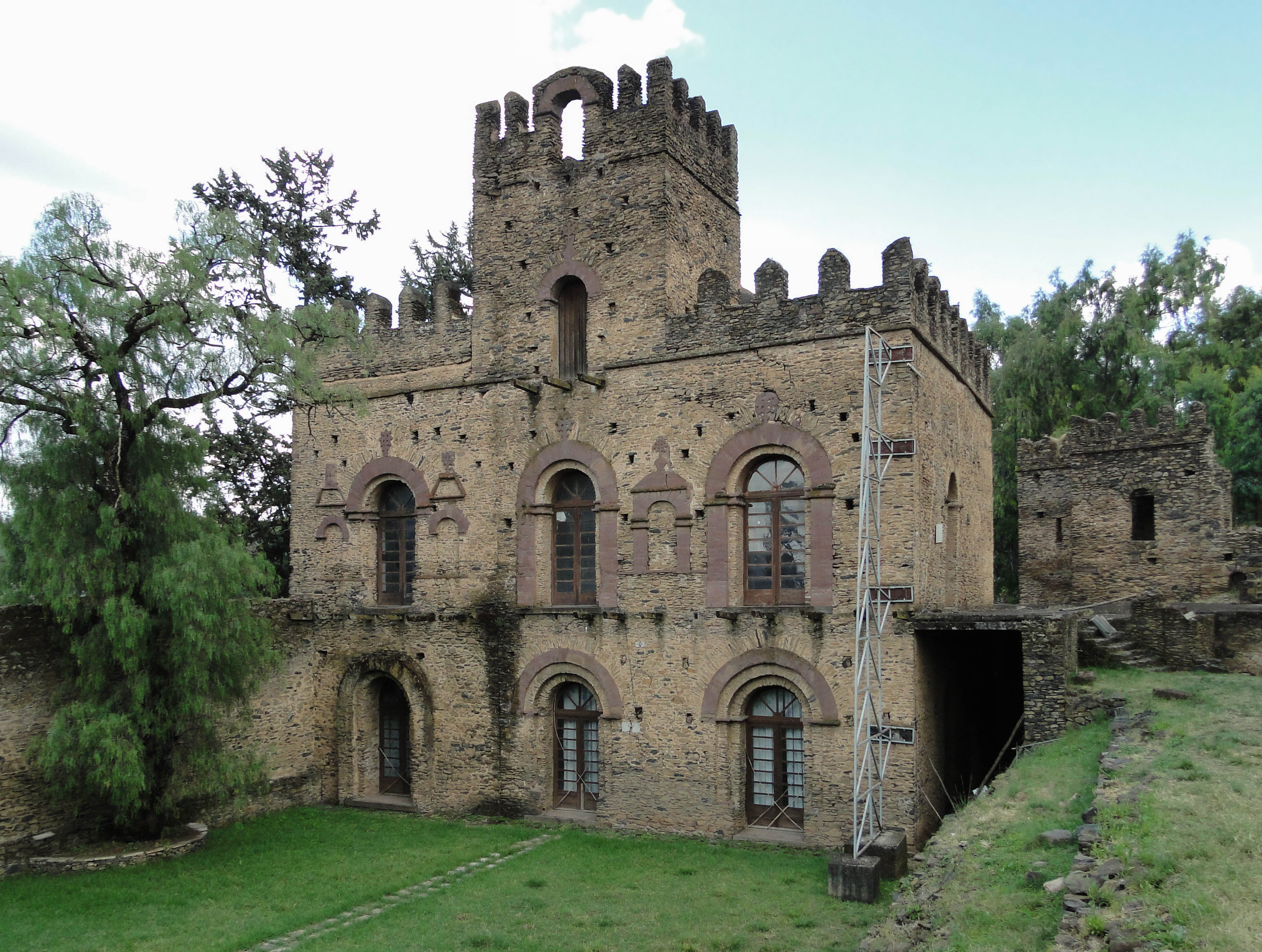
El castillo de Mentewab en Fasil Ghebbi, Gondar, Etiopía.

Como emperatriz Mentewab mandó construir varios monumentos en Gondar, incluyendo su castillo en el Recinto Real y una gran sala de banquetes. También patrocinó una iglesia dedicada a la Virgen María en Qusquam en las montañas exteriores de Gondar. Mentewab también mandó construir un palacio contiguo a la iglesia que se convirtió en su residencia favorita.
Mentewab fue coronada cogobernante al ascender al trono su hijo Iyasu II en 1730, en una situación sin precedentes en Etiopía. Su intento de mantener el poder a la muerte de su hijo en 1755 causó un conflicto con Wubit (Welete Bersabe), la viuda de su hijo que aspiraba a dicho puesto en la corte de su nieto Iyoas. El conflicto entre estas dos reinas hizo que Mentewab buscara el apoyo de sus parientes de Qwara, a lo que Wubit respondió apoyándose en sus parientes oromo de Yejju. Mentewab tenía también el apoyo del poderoso Mikael Sehul (su yerno), que medió para evitar un baño de sangre. Al llegar a Gondar, Sehul fue nombrado Ras. Mentewab había contado con tenerle de su lado, pero el Ras Mikael tomó el poder e hizo estrangular a Iyoas I.
Mentewab se vio afectada por el asesinato de su nieto. Regresó a Qusquam, enterró a su nieto allí junto a su hijo y rechazó regresar a Gondar. Vivió en su palacio en Qusquam en reclusión hasta el fin de sus días.

## Hijos
Hijos con el emperador Bakafa
- Abetohun (Príncipe) Agaldem Iyasu, coronado Iyasu II
- Woizero (Princesa) Walatta Takla Haymanot, casada en 1730 con Ras Ilyas

Hijos con Abetohun Iyasu Milmal:
- Woizero  Walatta Israel, casada con Dejazmach Yosadiq Wolde Habib (f. 28 de julio de 1759), gobernador de Gojjam; casada de nuevo con Ras Goshu Wodago, Gobernador de Amhara y Virrey del Imperio.
- Woizero Aster, casada con Dejazmatch Natcho, de Chirkin, con quien tuvo un hijo; casada de nuevo en 1760 con Ras Ya Mariam Bariaw, Virrey del Imperio y Gobernador de Lasta y Begameder; casada por tercera vez en 1769 con Ras Mikael Sehul Hezqiyas, Virrey del Imperio.
- Woizero Altash (Eleni), casada el 2 de septiembre de 1755 con Wolde Hayawrat.[4] (f. 22 de mayo de 1760, Tigray[5]), hijo de Ras Mikael Sehul Hezqiyas.